# Salvador Quizon
Salvador Quizon Quizon (ur. 6 grudnia 1924 w Manili, zm. 5 sierpnia 2016) – filipiński duchowny katolicki, biskup pomocniczy Lipy w latach 1979–2002.

## Życiorys
Święcenia kapłańskie otrzymał 12 marca 1949.
9 czerwca 1979 papież Jan Paweł II mianował go biskupem pomocniczym Lipy, ze stolicą biskupią Feradi Minus. 22 sierpnia tego samego roku z rąk arcybiskupa Bruna Torpiglianiego przyjął sakrę biskupią. 6 kwietnia 2002 ze względu na wiek na ręce papieża Jana Pawła II złożył rezygnację z zajmowanej funkcji.
Zmarł 5 sierpnia 2016.